# Basilius der Ältere und Emmelia
Basilius der Ältere (* 270 in Caesarea Cappadociae (heute Kayseri); † um 345 ebenda) und Emmelia (auch mit dem Zusatz von Caesarea; * um 300 in Kappadokien; † 372 ebenda) waren ein christliches Ehepaar und werden heute in der katholischen sowie der orthodoxen Kirche als Heilige verehrt. Ihr katholischer Gedenktag fällt auf den 30. Mai, die orthodoxe Kirche gedenkt ihrer am 1. Januar.

## Leben
Basilius war der Sohn der heiligen Makrina der Älteren und wuchs in Kappadokien auf. Emmelia war die Tochter eines Mannes, der im Zuge der Christenverfolgungen Märtyrer wurde. Basilius und Emmelia bekamen gemeinsam insgesamt neun Kinder, von denen fünf namentlich bekannt sind: Makrina die Jüngere, Basilius der Große, Gregor von Nyssa, Naukratios und Petrus von Sebaste. Basilius, Gregor und Naukratios wurden durch Rhetorik- und Philosophiestudium darauf vorbereitet, so wie ihr Vater später als Rhetor und Anwalt tätig zu sein. Die Familie besaß weitreichende Ländereien in den römischen Provinzen Bithynia et Pontus, Cappadocia und Kleinarmenien.
Nach dem Tod Basilius des Älteren um 345 lebte seine Frau Emmelia noch knappe 30 Jahre lang in einem kappadokischen Kloster, wo sie 372 in der Einsamkeit verstarb.